# Natação no Campeonato Europeu de Esportes Aquáticos de 2021 - 100 m borboleta masculino
A prova dos 100 metros borboleta masculino da natação no Campeonato Europeu de Esportes Aquáticos de 2021 ocorreu nos dias 22 e 23 de maio na Arena Danúbio, em Budapeste na Hungria. 

## Calendário
| Fase          | Data       | Hora  |
| ------------- | ---------- | ----- |
| Eliminatórias | 22 de maio | 10:37 |
| Semifinal     | 22 de maio | 18:48 |
| Final         | 23 de maio | 18:15 |

Todos os horários estão no horário local (UTC+1)

## Recordes
Antes desta competição, os recordes eram os seguintes:
|                       | Nadador        | Tempo | Local   | Data                |
| --------------------- | -------------- | ----- | ------- | ------------------- |
| Recorde mundial       | Caeleb Dressel | 49.50 | Gwangju | 26 de julho de 2019 |
| Recorde europeu       | Milorad Čavić  | 49.95 | Roma    | 1 de agosto de 2009 |
| Recorde do campeonato | Piero Codia    | 50.64 | Glasgow | 9 de agosto de 2018 |

Os seguintes novos recordes foram estabelecidos durante esta competição. 
| Data       | Prova         | Nadador       | Nacionalidade | Tempo | Recordes              |
| ---------- | ------------- | ------------- | ------------- | ----- | --------------------- |
| 22 de maio | Eliminatórias | Kristóf Milák | Hungria       | 50.64 | =                     |
| 22 de maio | Semifinal     | Kristóf Milák | Hungria       | 50.62 | Recorde do campeonato |
| 23 de maio | Final         | Kristóf Milák | Hungria       | 50.18 | Recorde do campeonato |

## Medalhistas
| Ouro                | Prata                 | Bronze          |
| Kristóf Milák (HUN) | Josif Miladinov (BUL) | James Guy (GBR) |

## Resultados

### Eliminatórias
Esses foram os resultados das eliminatórias. 
| Pos. | Bateria | Raia | Nadador              | Nacionalidade      | Tempo   | Notas |
| ---- | ------- | ---- | -------------------- | ------------------ | ------- | ----- |
| 1    | 7       | 4    | Kristóf Milák        | Hungria            | 50.64   | Q, =  |
| 2    | 7       | 5    | Josif Miladinov      | Bulgária           | 51.42   | Q     |
| 3    | 6       | 5    | Noè Ponti            | Suíça              | 51.49   | Q     |
| 4    | 6       | 3    | James Guy            | Reino Unido        | 51.52   | Q     |
| 5    | 5       | 5    | Szebasztián Szabó    | Hungria            | 51.66   | Q     |
| 6    | 6       | 2    | Piero Codia          | Itália             | 51.82   | Q     |
| 7    | 5       | 2    | Federico Burdisso    | Itália             | 51.83   | Q     |
| 7    | 5       | 6    | Nyls Korstanje       | Países Baixos      | 51.83   | Q     |
| 9    | 7       | 1    | Matteo Rivolta       | Itália             | 51.84   |       |
| 10   | 5       | 3    | Jakub Majerski       | Polónia            | 51.91   | Q     |
| 10   | 6       | 4    | Andrey Minakov       | Rússia             | 51.91   | Q     |
| 12   | 3       | 3    | Antani Ivanov        | Bulgária           | 51.93   | Q     |
| 12   | 7       | 6    | Hubert Kós           | Hungria            | 51.93   |       |
| 14   | 6       | 1    | Louis Croenen        | Bélgica            | 52.06   | Q     |
| 15   | 7       | 7    | Jan Šefl             | Chéquia            | 52.21   | Q     |
| 15   | 7       | 3    | Mikhail Vekovishchev | Rússia             | 52.21   | Q     |
| 17   | 4       | 7    | Simon Bucher         | Áustria            | 52.25   | Q     |
| 18   | 5       | 0    | Pawel Korzeniowski   | Polónia            | 52.28   | Q     |
| 19   | 5       | 4    | Mehdy Metella        | França             | 52.31   |       |
| 20   | 6       | 7    | Ümitcan Güreş        | Turquia            | 52.32   |       |
| 21   | 7       | 2    | Yauhen Tsurkin       | Bielorrússia       | 52.37   |       |
| 22   | 2       | 3    | Nikola Miljenić      | Croácia            | 52.38   |       |
| 23   | 5       | 8    | Alberto Razzetti     | Itália             | 52.48   |       |
| 24   | 4       | 5    | Marcin Cieslak       | Polónia            | 52.58   |       |
| 25   | 5       | 7    | Tomer Frankel        | Israel             | 52.59   |       |
| 26   | 3       | 6    | Alberto Lozano       | Espanha            | 52.61   |       |
| 26   | 4       | 6    | Edward Mildred       | Reino Unido        | 52.61   |       |
| 28   | 7       | 9    | Igor Troyanovskyy    | Ucrânia            | 52.63   |       |
| 29   | 4       | 3    | Ramon Klenz          | Alemanha           | 52.65   |       |
| 30   | 6       | 6    | Jacob Peters         | Reino Unido        | 52.70   |       |
| 31   | 4       | 2    | Alex Ahtiainen       | Estónia            | 52.73   |       |
| 32   | 5       | 9    | Deividas Margevičius | Lituânia           | 52.74   |       |
| 33   | 4       | 1    | Björn Kammann        | Alemanha           | 52.80   |       |
| 34   | 4       | 4    | Alexander Kudashev   | Rússia             | 52.82   |       |
| 35   | 5       | 1    | Hugo González        | Espanha            | 52.87   |       |
| 35   | 6       | 8    | Joeri Verlinden      | Países Baixos      | 52.87   |       |
| 37   | 3       | 5    | Rasmus Nickelsen     | Dinamarca          | 53.09   |       |
| 38   | 1       | 0    | Alexei Sancov        | Moldávia           | 53.26   |       |
| 39   | 6       | 0    | Lyubomyr Lemeshko    | Ucrânia            | 53.31   |       |
| 40   | 3       | 1    | Simon Sjödin         | Suécia             | 53.45   |       |
| 41   | 3       | 0    | Denys Kesil          | Ucrânia            | 53.51   |       |
| 42   | 4       | 0    | Andreas Vazaios      | Grécia             | 53.61   |       |
| 43   | 4       | 8    | Richárd Márton       | Hungria            | 53.64   |       |
| 43   | 6       | 9    | Tomoe Zenimoto Hvas  | Noruega            | 53.64   |       |
| 45   | 2       | 6    | Ádám Halás           | Eslováquia         | 53.88   |       |
| 46   | 3       | 7    | Niko Mäkelä          | Finlândia          | 54.03   |       |
| 47   | 3       | 9    | Stefanos Dimitriadis | Grécia             | 54.10   |       |
| 47   | 4       | 9    | Grigori Pekarski     | Bielorrússia       | 54.10   |       |
| 49   | 2       | 9    | Adam Hlobeň          | Chéquia            | 54.16   |       |
| 50   | 2       | 4    | Oskar Hoff           | Suécia             | 54.20   |       |
| 51   | 2       | 7    | Nils Liess           | Suíça              | 54.21   |       |
| 52   | 2       | 2    | Ivan Lenđer          | Sérvia             | 54.52   |       |
| 52   | 2       | 5    | Sebastian Luňák      | Chéquia            | 54.52   |       |
| 54   | 2       | 8    | Xaver Gschwentner    | Áustria            | 54.53   |       |
| 55   | 1       | 5    | Ramil Valizada       | Azerbaijão         | 55.12   |       |
| 56   | 1       | 4    | Andreas Hansen       | Dinamarca          | 55.21   |       |
| 57   | 2       | 1    | Martin Espernberger  | Áustria            | 55.29   |       |
| 58   | 2       | 0    | Daniil Pancerevas    | Lituânia           | 55.47   |       |
| 59   | 1       | 6    | Tomàs Lomero         | Andorra            | 56.50   |       |
| 60   | 1       | 7    | Davor Petrovski      | Macedônia do Norte | 58.08   |       |
| 61   | 1       | 2    | Ivan Simonovski      | Macedônia do Norte | 58.23   |       |
| 62   | 1       | 1    | Emilien Puyo         | Mónaco             | 59.69   |       |
| 63   | 1       | 8    | Paolo Priska         | Albânia            | 1:00.16 |       |
| 64   | 7       | 0    | Konrad Czerniak      | Polónia            | DNS     | DNS   |
| 64   | 3       | 8    | Armin Evert Lelle    | Estónia            | DNS     | DNS   |
| 64   | 1       | 3    | Bernat Lomero        | Andorra            | DNS     | DNS   |
| 64   | 3       | 2    | Danas Rapšys         | Lituânia           | DNS     | DNS   |
| 64   | 7       | 8    | Andrey Zhilkin       | Rússia             | DNS     | DNS   |
| 64   | 3       | 4    | Kregor Zirk          | Estónia            | DNS     | DNS   |

### Semifinal
Esses foram os resultados das semifinais. 
Semifinal 1
| Pos. | Raia | Nadador              | Nacionalidade | Tempo | Notas |
| ---- | ---- | -------------------- | ------------- | ----- | ----- |
| 1    | 5    | James Guy            | Reino Unido   | 50.96 | Q     |
| 2    | 4    | Josif Miladinov      | Bulgária      | 51.10 | Q     |
| 3    | 2    | Jakub Majerski       | Polónia       | 51.18 | q     |
| 4    | 1    | Mikhail Vekovishchev | Rússia        | 51.50 | q     |
| 5    | 6    | Federico Burdisso    | Itália        | 51.66 | q     |
| 6    | 8    | Pawel Korzeniowski   | Polónia       | 51.72 |       |
| 7    | 3    | Piero Codia          | Itália        | 51.86 |       |
| 8    | 7    | Louis Croenen        | Bélgica       | 52.13 |       |

Semifinal 2
| Pos. | Raia | Nadador           | Nacionalidade | Tempo | Notas            |
| ---- | ---- | ----------------- | ------------- | ----- | ---------------- |
| 1    | 4    | Kristóf Milák     | Hungria       | 50.62 | Q,               |
| 2    | 5    | Noè Ponti         | Suíça         | 51.43 | Q                |
| 3    | 3    | Szebasztián Szabó | Hungria       | 51.45 | q                |
| 4    | 8    | Simon Bucher      | Áustria       | 51.80 | Recorde nacional |
| 5    | 7    | Antani Ivanov     | Bulgária      | 51.94 |                  |
| 6    | 2    | Andrey Minakov    | Rússia        | 51.98 |                  |
| 7    | 6    | Nyls Korstanje    | Países Baixos | 52.25 |                  |
| 8    | 1    | Jan Šefl          | Chéquia       | 52.36 |                  |

### Final
Esse foi o resultado da final. 
| Pos.              | Raia | Nadador              | Nacionalidade | Tempo | Notas            |
| ----------------- | ---- | -------------------- | ------------- | ----- | ---------------- |
| Medalha de ouro   | 4    | Kristóf Milák        | Hungria       | 50.18 | ,                |
| Medalha de prata  | 3    | Josif Miladinov      | Bulgária      | 50.93 | Recorde nacional |
| Medalha de bronze | 5    | James Guy            | Reino Unido   | 50.99 |                  |
| 4                 | 6    | Jakub Majerski       | Polónia       | 51.11 | Recorde nacional |
| 5                 | 8    | Federico Burdisso    | Itália        | 51.39 |                  |
| 6                 | 1    | Mikhail Vekovishchev | Rússia        | 51.43 |                  |
| 7                 | 2    | Noè Ponti            | Suíça         | 51.45 |                  |
| 8                 | 7    | Szebasztián Szabó    | Hungria       | 51.86 |                  |

Legenda
| Recorde mundial       | Recorde mundial (World record)               |                       | Recorde africano                      | Recorde africano (African) |                                           | Q | Classificado por posição (Qualified) |
| Recorde do campeonato | Recorde do campeonato (Championship record)  | Recorde da América    | Recorde da América (Americas)         | q                          | Classificado por melhor tempo (Qualified) |   |                                      |
| Melhor marca do ano   | Melhor marca do ano (World leading)          | Recorde asiático      | Recorde asiático (Asian)              | DNS                        | Não largou (Did not start)                |   |                                      |
| Recorde nacional      | Recorde nacional (National record)           | Recorde europeu       | Recorde europeu (European)            | DNF                        | Não terminou (Did not finish)             |   |                                      |
| Recorde pessoal       | Recorde pessoal do atleta (Personal best)    | Recorde da Oceania    | Recorde da Oceania (Oceania)          | DSQ / DQ                   | Desclassificado (Disqualified)            |   |                                      |
| Recorde da temporada  | Recorde da temporada do atleta (Season best) | Recorde sul-americano | Recorde sul-americano (South America) | NM                         | Sem marca (No mark)                       |   |                                      |